# بوبي بلاك (لاعب اتحاد الرغبي)
بوبي بلاك (بالإنجليزية: Bobby Black)‏ هو لاعب اتحاد الرغبي نيوزيلندي، ولد في 24 أغسطس 1893 في Arrowtown ‏ في نيوزيلندا، وتوفي في 21 سبتمبر 1916.